# 五里堆街道
五里堆街道，是中华人民共和国湖南省湘潭市岳塘区下辖的一个乡镇级行政单位。

## 行政区划
五里堆街道下辖以下地区：
纱厂街社区、板塘社区、金耐社区和五里堆社区。